# Córrego do Ouro

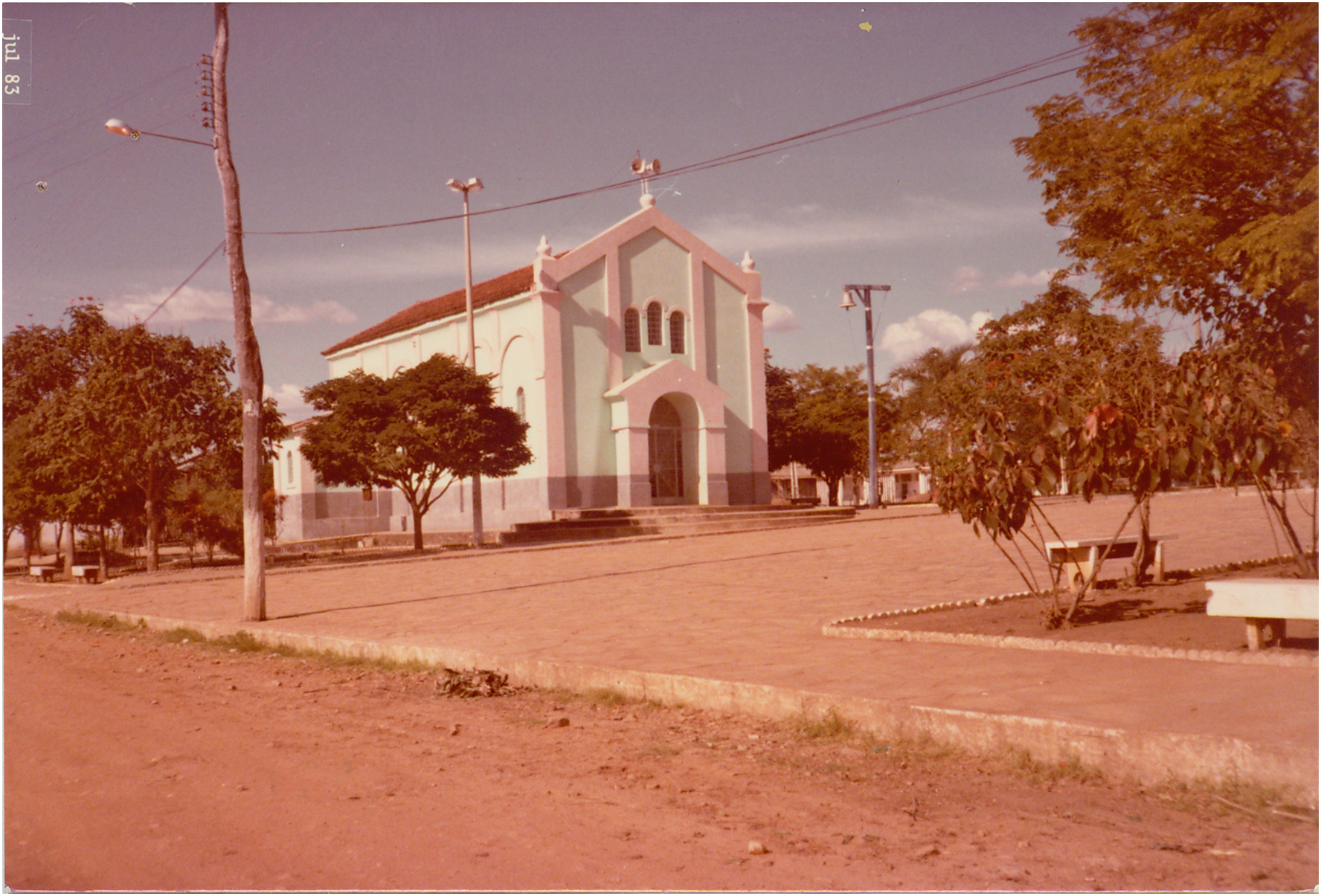
Paróquia Santa Luzia - 1983

Córrego do Ouro é um município brasileiro do interior do estado de Goiás, Região Centro-Oeste do país. Sua população estimada em 2022 era de 2.454 habitantes.

## Histórico
O povoado de Córrego do Ouro iniciou-se em 1934, por incentivos do Padre Alexandre Pereira. Suas terras excelentes e a construção de uma ponte sobre o Rio Fartura favoreceram a vinda de várias famílias com vistas à agropecuária. Para acelerar o desenvolvimento urbano, foi feita a doação de uma gleba para a formação do patrimônio, por Benedito Cordeiro de Paula, Benedito Cordeira da Silva, Benedito Abadia Monteiro, Antônio Jacó de Araújo, Augusto e Ivo Pires de Faria. Em torno de um rancho, improvisado em igreja, foram surgindo as primeiras moradias, com predominância de elementos ligados à agricultura e à pecuária. Crescendo gradativamente, em 6 de outubro de 1948 o povoado passou a distrito, pela Lei Municipal nº 6 da Câmara Municipal de Goiás. A autonomia foi concedida pela Lei Estadual nº 776, de 24 de setembro de 1953, instalando-se o município em 1º de janeiro de 1954, desmembrando-se de Goiás. O topônimo tem origem no córrego do mesmo nome, que banha o município e no ouro, largamente extraído. 

## Cavalgada Ecológica

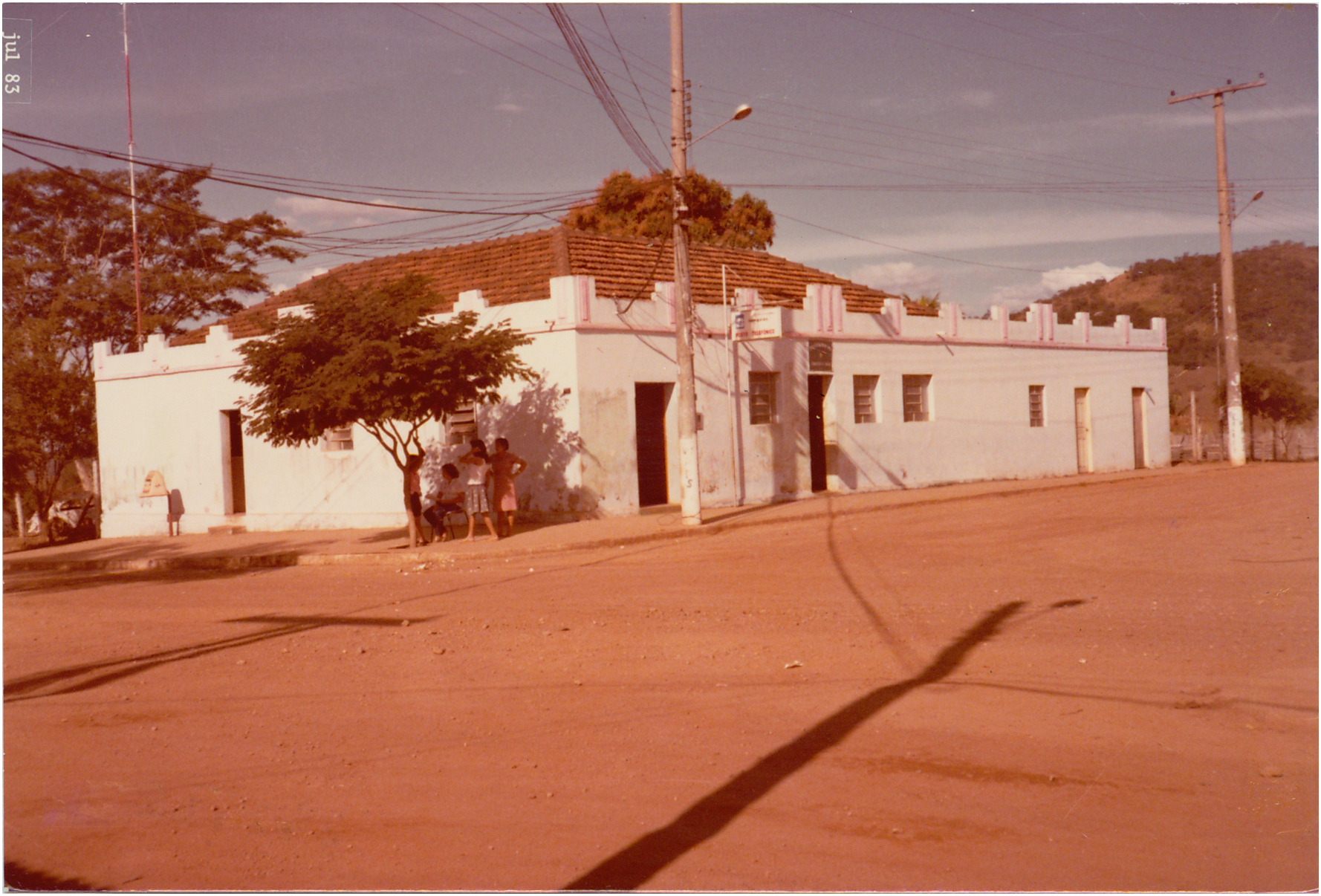
Casarão antigo (data e autor desconhecidos)

Anualmente é realizada a Cavalgada Ecológica de Córrego do Ouro tradicional festa que em 2025 recebeu sua 22ª edição. Cavaleiros e amazonas percorrem a zona rural do município promovendo ações de sustentabilidade e respeito ao meio ambiente, o evento conta ainda com shows e eleição da rainha e princesa da cavalgada. Em 2020 e 2021 a  festa não foi realizada devido a pandemia do COVID-19. Em 2022 a cavalgada ecológica foi retomada com uma grande festa. A edição de 2025 contou com número recorde cavaleiros e amazonas, com uma grande festa de desfiles e shows podendo ser considerada uma das maiores cavalgadas do estado de Goiás e do Brasil.   

## Festa dos Carreiros
No mês de setembro (comemoração do aniversário da cidade) celebra-se a antiga tradição do carreiros com seus carros de bois que desfilam pelas estradas da zona rural até a cidade, unindo gerações e trazendo a cultura do campo para cidade.  

## Balneário João Antônio de Souza
Localizado na saída para Novo Brasil, o Balneário Municipal está as margens do Córrego do Ouro que dá nome a cidade, local com muito verde e águas cristalinas nas formações naturais de rochas no leito do Córrego.O espaço ideal para famílias desfrutarem de um banho refrescante, realizar as refeições e descansar a sombra das magueiras e árvores nativas.   